# Quinta de Vale-de-Ventos
A Quinta de Vale-de-Ventos, ou Granja de Vale-de-Ventos, é uma quinta agrícola seiscentista localizada na freguesia de Turquel, no município português de Alcobaça.
Constituiu um couto agrícola dos frades de Cister, conservando ainda vestígios deste seu passado, como é o caso de dois grandes reservatórios de água, em pedra, que abasteceriam a herdade.
Encontrou-se em vias de classificação arquitetónica, mas o processo caducou.